# 青木靖三
青木 靖三（あおき せいぞう、1926年2月7日 - 1977年12月27日）は、日本の科学史家。神戸大学教養部教授。

## 人物
東京府出身。神戸経済大学経済学科卒業。神戸大学文理学部助教授を経て、同教養部教授を務めた。
主にルネサンス期の科学史並びにガリレオ・ガリレイの研究者として知られ、それらに関する著書、訳書が多い。

## 著書
- ガリレオ・ガリレイ 岩波新書 1965。岩波書店：岩波新書評伝選 1994（単行判）
- 世界の思想家6 ガリレオ 平凡社 1976（編・解説）
- ガリレイの道 近代科学の源流 平凡社選書 1980.12

## 翻訳
- デカルト　アンリ・ルフェーヴル 服部英次郎共訳 岩波書店 1953（岩波現代叢書）
- マルクスと近代思想－マルクス主義形成過程の研究のために オーギュスト・コルニュ 法律文化社 1956 (新文化選書)
- 天文対話 ガリレオ・ガリレイ 岩波文庫（上下） 1959-61
- 中世から近代への科学史 A.C.クロムビー 渡辺正雄共訳 コロナ社（上下） 1962-68
- 科学と社会 エドガー・ツィルゼル みすず書房 1967
- 十三世紀革命 ファン・ステーンベルヘン みすず書房 1968
- 大学の起源 C.H.ハスキンズ 三浦常司共訳 法律文化社 1970。現代教養文庫 1977。八坂書房 2009.11（改訂版）
- 機械と神－生態学的危機の歴史的根源 リン・ホワイト みすず書房 1972（みすず科学ライブラリー）、新版1990、1999（みすずライブラリー）
- 屈折光学「デカルト著作集 1」 水野和久共訳 白水社 1973
- 世界を創った人びと17 ガリレオ－近代科学の創設者（編訳）平凡社 1978.6
- わが人生の書 ルネサンス人間の数奇な生涯 ジェロラモ・カルダーノ 榎本恵美子共訳　社会思想社「そしおぶっくす」 1980.7。現代教養文庫 1989.10
- 天体・地体論4巻問題集 ジャン・ビュリダン 「科学の名著 5　中世科学論集」 横山雅彦共編訳 朝日出版社 1981.1。電子書籍で再刊

## 参考
- 青木靖三教授年譜・著作目録 (青木靖三追悼特集号) 「近代」1978年6月